# Amata immaculata
Amata immaculata är en fjärilsart som beskrevs av Krüger 1919. Amata immaculata ingår i släktet Amata och familjen björnspinnare. Inga underarter finns listade i Catalogue of Life.